# Manda (språk)
Manda är ett australiskt språk som talades av 25 personer år 1983. Manda talas i Norra territoriet. Manda tillhör dalyspråken.